# Tuber brumale
Трюфель чорний (Tuber brumale) — вид грибів роду трюфель (Tuber). Гриб класифіковано у 1831 році.

## Будова
У цього гриба тіло кругле, чорне, бульбоподібне, у переважної більшості плодових тіл у наших лісах діаметр досягає 8 см, але трапляються гіганти до 12 см, до того у них є оригінальні бородавочки у вигляді пірамідок. Розрізавши ножем плодове тіло справжнього чорного трюфеля, видно, що усередині молодих грибів тканина сірувата, у дорослих сірувато–фіолетова з білими або темними звивистими ніби нитками.

## Поширення та середовище існування
Досить рідкісний гриб, який росте у ґрунті, зазвичай не глибоко, біля самої поверхні у дубових лісах. Ознакою наявності цього гриба у ґрунті є те, що на місці росту трюфеля, під час заходу сонця літають роями різноманітні комахи.

## Практичне використання
Справжній чорний трюфель — цінний їстівний гриб, який культивується у промислових масштабах на плантаціях з сіянцями дуба.